# Poecilopsis suleimania
Poecilopsis suleimania là một loài bướm đêm trong họ Geometridae.